# 용곽초등학교
용곽초등학교는 대한민국 전북특별자치도 정읍시 감곡면 용곽리 256에 있었던 공립 초등학교이다.

## 연혁
- 1938년 6월 1일 감곡공립보통학교 부설 용곽간이학교로 개교
- 1944년 4월 1일 용곽공립국민학교로 승격
- 1984년 8월 13일 병설유치원 개원
- 1996년 3월 1일 용곽초등학교로 개칭
- 1999년 8월 3일 용곽 파랑새문고 창간
- 2010년 3월 1일 감곡초등학교로 통폐합